# Jan Borreman

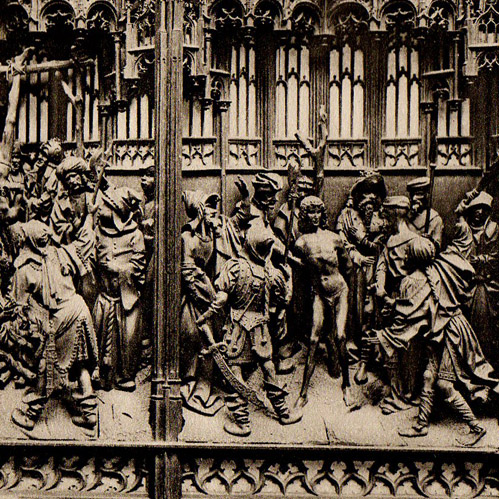
Jan Borreman, Fragment van het Sint-Jorisretabel, Koninklijke Musea voor Kunst en Geschiedenis, Brussel

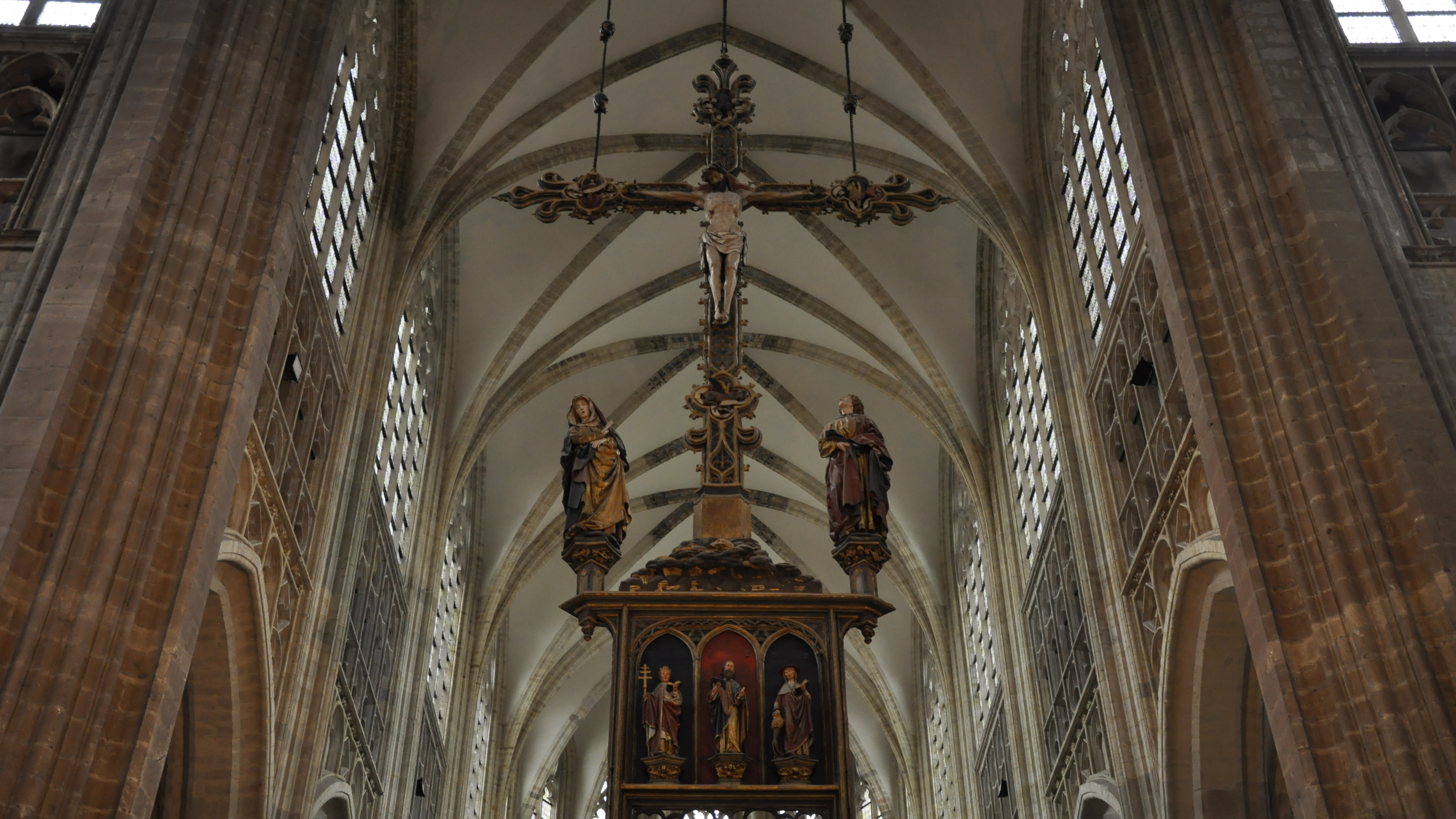
Triomfkruis in de Sint-Pieterskerk in Leuven, toegeschreven aan Jan Borreman de Oude

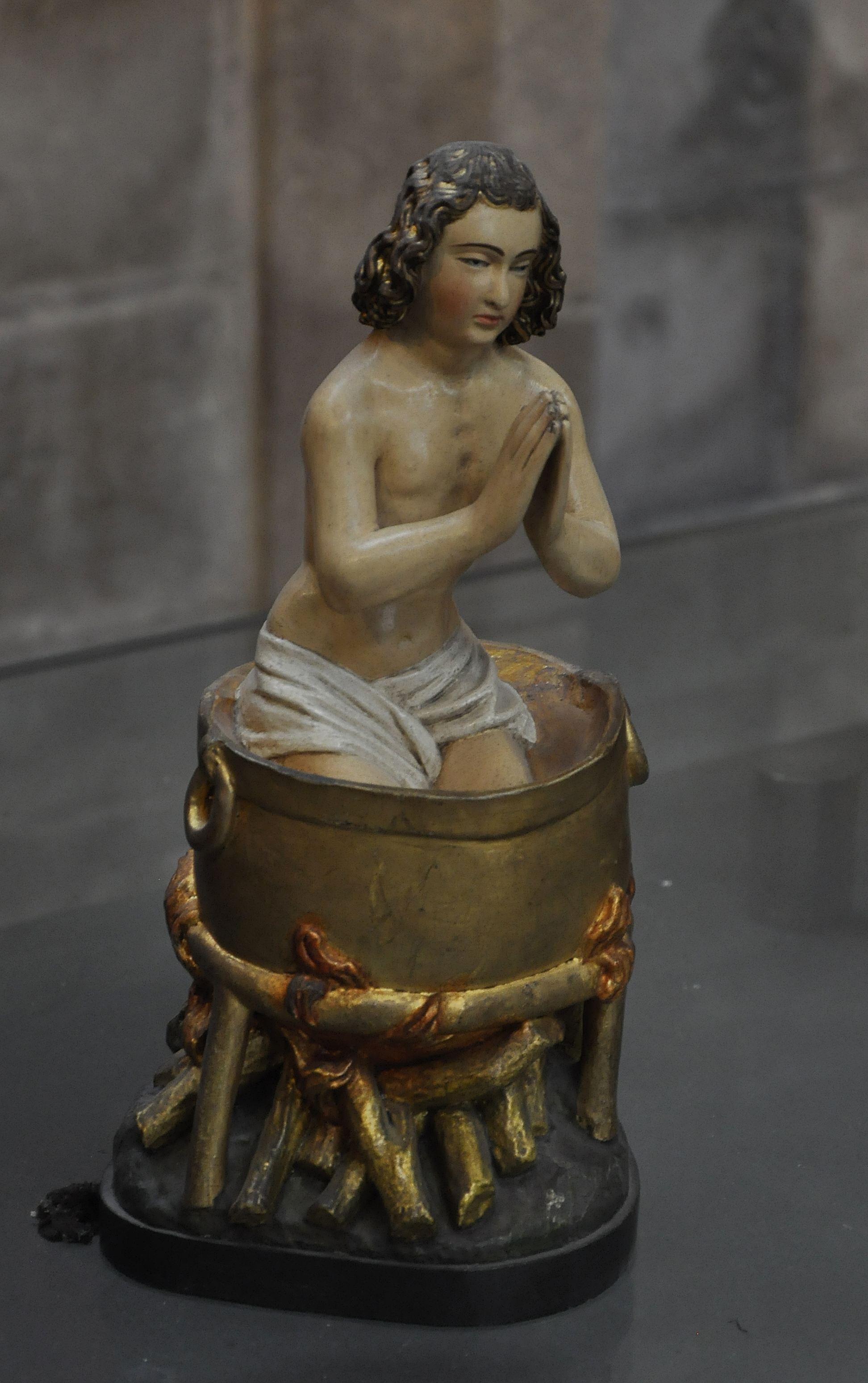
Sint-Jan in de Olie (atelier Jan Borreman)

Jan Borreman de Oude, ook Jan Borman of Borremans (actief in Brussel in de periode van 1479 tot 1520) was de beste beltsnyder (beeldsnijder of houtsnijder) in Brussel. Zijn laatgotische werken vonden niet enkel aftrek in de Nederlanden maar via de handelswegen van die tijd ook tot in het Noorden van het Heilige Roomse Rijk en de Scandinavische landen.

## Borreman in archivalische documenten

#### 1479: Poorterrecht in Brussel
Borreman verwierf in 1479 het poorterrecht in de stad Brussel en werd er lid van het gilde van de Steenbickeleren: de steenhouwers, metselaars, beeldhouwers en schaliedekkers die in één gilde verenigd waren.

#### 1507 - 1510: de samenwerking met Jan Petercels

##### De werkverdeling in het Brusselse gilde
De hoge kwaliteit van de Brusselse retabels en met name van die van de leden van de Borremandynastie, stond in contrast met het seriewerk dat de Antwerpse houtsnijders afleverden. De oorzaak daarvan lag ongetwijfeld mede bij de verschillen in werkverdeling tussen de gilden van Antwerpen en Brussel. Waar de houtsnijders in Antwerpen voor de open markt werkten, richtten de Brusselse houtsnijders zich meer naar de wensen van opdrachtgevers. In beide steden werkten verschillende specialisten (timmerman, schilder en houtsnijder) samen om retabels te maken die over heel Europa verspreid geraakten. In Brussel bestond echter een grotere variatie in zowel vorm als thematiek van die retabels, doordat er veel op bestelling werd gewerkt van klanten met specifieke eisen of op bestelling van schilders die vaak zelf de ontwerpen leverden. In Antwerpen werden de retabelkasten daarentegen onveranderlijk volgens dezelfde eenvoudige schema’s als waar seriewerk opgebouwd. De thema’s waren er dan ook veelal beperkt tot de meest gewilde onderwerpen, die in geen enkele kerk misstaan: het passieverhaal en het leven van Maria.

##### 1507: Borreman doet een beroep op Petercels
Inzicht in het systeem van onderaanneming dat gold in het Brusselse gilde, biedt de brief die de Leuvense brouwers in 1507 richtten aan Jan Borreman met het verzoek het centrale baldakijn van hun Arnoldus-retabel anders uit te werken als de baldakijnen boven de zijluiken; voor die tijd een erg gedurfde stijl, zoals toegepast door schilder Jan Gossaert, maar weldra overal nagevolgd. De ontwerper-houtsnijder ging in op hun vraag en zocht onmiddellijk een metselriesnijder die het miniatuurhoutsnijwerk kon uitvoeren: hij vroeg daarvoor Jan Petercels die op zijn beurt teruggreep naar de tekeningen van Matthijs Keldermans, een lid van de prestigieuze Mechelse architecten- en beeldhouwersfamilie.

##### 1510: de Turnhoutenaren vragen Petercels samen te werken met Borreman
De samenwerking met Petercels is in 1510 weer gedocumenteerd; in dat jaar bestelde het Sacramentsbroederschap in Turnhout bij Petercels een avondmaalsretabel. Petercels fungeerde daarbij als aannemer. Ongewoon is dat het broederschap van hem eiste dat hij het beeldsnijwerk in onderaanneming aan Jan Borreman of diens zoon Passchier zou toevertrouwen. Het overeenkomst vermeldde item, het es oick vorwerde dat dese personaigien gesneden sullen wordden by Jannen Borman oft Paesshier, synen sone, te Brussel woenende, zunderlinge en wel reyn, met aenmercken dat mense morgen oft overmogen sal doen stoefferen.
Dat een opdrachtgever zo’n voorwaarde zou stellen aan een houtsnijder uit Turnhout, Leuven of het nabijgelegen Antwerpen - exporthaven bij uitstek van retabels in die tijd - kan alleen maar betekenen dat de ambitieuze Turnhoutenaren te allen prijze de vermaarde Brusselse meester voor de opdracht wensten te winnen. Kennelijk hielden ze Borreman gewoon voor de beste beeldsnijder. Volgens de overeenkomst hoorde Borreman de beelden zunderlinge en wel reyn uit te voeren, met aenmercken wou men ze morgen oft overmorgen laten polychromeren. In dezelfde geest werd Petercel de bepaling opgelegd dat het tafereel dubbele vleugels zou krijgen en dat het nauwgezet uitgewerkt en voldoende stabiel moest zijn: Item, het es oick voirwerde dat deze tafel sal zyn met dobbel doeren slutende, vast werck en sterck, om in toecomenden tyde te laten scilden met potoraturen (portraituren=afbeeldingen, schilderingen). Voor het afgewerkte retabel zou Petercel 100 fl. ontvangen.
In elk geval kwam het uiteindelijk een beoordelingscommissie toe om over de kwaliteit van het geleverde retabel een oordeel te vellen: Item, het es oick vorwerden dat soe wanneer dat werck gelevert sal zyn, dat sal staen te waranderen van meesters van kynesse en in dien dat men bevindt dat het werck alsoe goet niet en es gelevert als behoirt, nair het gelt dat hen dat cortten sal aen zyn penningen. Wanneer de kwaliteit in twijfel zou worden getrokken, zou dit dus tot gevolg hebben dat in Petercels honorarium zou worden gesnoeid. Kennelijk kon de bestelling van een kwalitatief hoogstaand houtgesneden en in eerste instantie niet-gepolychromeerd retabel impliceren, dat de opdrachtgevers van in den beginne het oogmerk hadden het op een later tijdstip te laten beschilderen. Wellicht is er een oorzakelijk verband met de grootte van het besteedbare budget op het ogenblik waarop de bestelling werd geplaatst. Kennelijk was het geld voor de predella op: Item, het es oick vorwerde dat meester Jan den voet sal doen stofferen ob ter Gulden cost. Men nam kennelijk voor lief dat het geleverde retabel onsamenhangend en opvallend onafgewerkt zou ogen. Wanneer en of het Sacramentsbroederschap aan deze toestand een einde heeft gemaakt door het retabel te laten polychromeren, is uit de bronnen niet op te maken.

#### 1513: de hertogelijke boekhouding roemt Borreman
Ook de kwijting van 1513 van de hertogelijke boekhouding voor de beelden die werden geleverd voor de afsluiting van het Baliënplein aan het paleis op de Koudenberg in Brussel, leert ons dat Jan Borreman er toen om bekendstond dat hy die beste meester beeldsnyder es. Deze afsluiting, bestaande uit een balustrade met beelden, die nog uit gravures bekend is, inspireerde architect Hendrik Beyaert (1823-1894) in vorm en stijl toen hij het Kleine-Zavelplantsoentje om het iets oudere beeld van de graven van Egmont en Hoorn heen, ombouwde tot een gedenkteken voor het humanisme en de hervorming in de Nederlanden in de 16e eeuw. Dit nieuw aangelegde plantsoen werd in 1890 plechtig onthuld.

## Werken

#### De aanbidding der Koningen in de San Nazaro Maggiore te Milaan
Het vroeg 16e-eeuwse retabel De Aanbidding der Koningen dat het hoogaltaar in de basiliek versiert werd vijf eeuwen lang toegeschreven aan een Duitse ambachtsman. Een restauratie, met de steun van het Fonds Comhaire en het Fonds Jonckheere, beheerd door de Koning Boudewijnstichting, bracht de echte makers aan het licht: de befaamde Brusselse beeldhouwersdynastie. Men ontdekte onder de vele lagen bruine vernis en de recentere verguldingslagen de oorspronkelijke polychromie en later op de kast van het retabel  het teken van de Brusselse gilde van beeldhouwers en houtbewerkers.

#### Sint-Jorisretabel uit de kapel van Onze-Lieve-Vrouw van Ginderbuyten te Leuven
Het Sint-Jorisretabel geldt als Borremans voornaamste werk. Doordat het ook historisch goed gedocumenteerd is via archiefstukken, is het hét referentiewerk bij nieuwe toeschrijvingen. Het eiken retabel, De tafelment van Sint-Jooris, was een opdracht van de kruisbooggilde, genaamd de Zestige, en bestemd voor hun kapel Onze-Lieve-Vrouw van Ginderbuiten, in Ons-Lieve Vrouwe capelle Ginderbuyten, gelegen in de Hoelstraete, de huidige Tiensestraat in Leuven., gemaekt door meester Jan Borreman, tot Brussel, met dobbel deuren, gesneden uyt goeden gekeurden houte, volgens het model daeraf wesende. Het retabel bevindt zich nu in de Koninklijke Musea voor Kunst en Geschiedenis in Brussel. Zulke retabels kostten toentertijd fortuinen. Er is berekend dat een retabel evenveel kon kosten als een koggeschip dat 250 ton kon vervoeren en retabels werden als onderpand gegeven voor zeer dure scheepsladingen.
In 1835 werd het retabel gerestaureerd door François Sohest, waarbij de panelen niet in de chronologische volgorde in mekaar werden gezet .
Tussen 2018 en 2021 werd het 5 m lange en 1,6 m hoge retabel grondig gerestaureerd en bestudeerd, in samenwerking met het Koninklijk Instituut voor het Kunstpatrimonium.
Borreman signeerde zijn retabel op de zoom van de mantel van een van de figuren met Jan. Daarnaast is het retabel voorzien van de Brusselse keurstempels en van het jaartal MCCCCXCIII (1493). Een werk signeren was toentertijd een betrekkelijk nieuw verschijnsel dat waarschijnlijk op het groeiende zelfbewustzijn van de kunstenaars wees. Mogelijk gaf Borreman met zijn handtekening bewust blijk van zijn betekenis als kunstenaar. De vermelding van de naam had allicht ook een economische betekenis: voor de koper stond de naam er garant voor dat er kwaliteit werd geleverd. In een tijd waarin de anonieme serieproductie van kunstwerken onder meer in Antwerpen een grote vlucht nam, was het ook een middel tot vergroting van de naamsbekendheid.
Het Sint-Jorisretabel geldt als een hoogtepunt in de laat-middeleeuwse beeldhouwkunst vanwege de plasticiteit - want het werk werd vermoedelijk nooit gepolychromeerd - en de wijze waarop de verhalen en complexe handelingen met meer dan 80 figuren zijn gerangschikt in kleine compartimenten. Dat het retabel nooit werd gepolychromeerd, heeft mogelijk onrechtstreeks te maken met de werkverdeling bij de Brusselse gilden waarbij de retabels in een vorm van onderaanneming ontstonden. De aanneming was voorbehouden aan de beeldsnijders en de schilders die op gelijke voet werden behandeld als het ging om het uitvoeren van bestellingen. Wat de verkoop op de markt betrof, mochten alleen de schilders volledig afgewerkte, dat wil zeggen gepolychromeerde retabels te koop aanbieden en de beeldsnijders enkel ongepolychromeerd werk. De schilders zaten dus in een bevoorrechte positie: de beeldsnijders waren immers grotendeels afhankelijk van het initiatief van de schilders of van bestellingen die bij schilders werden geplaatst. Er zijn geen sporen van polychromie aangetroffen op dit retabel, hetgeen impliceert dat het ooit heel grondig van polychromie moet zijn ontdaan of dat het om onbekende redenen - misschien een geschil - niet bij een schilder is geraakt en rechtstreeks zonder polychromie door de houtsnijder aan de opdrachtgever is bezorgd.
Het retabel meet 163,5 x 284,5 x 30,5 cm en stelt de verschillende martelingen en de uiteindelijke onthoofding van Sint-Joris voor; naast die laatste scène wordt Alexandra, de vrouw van proconsul Dacianus, die bij het volgen van de lijdensweg van de martelaar zich tot het Roomse geloof had bekeerd, eveneens onthoofd (haar hoofdje werd ooit gestolen maar is later weer opgedoken en teruggeplaatst). Dacianus staat in elk tafereel naast keizer Diocletianus in wiens opdracht hij de martelingen liet uitvoeren. De proconsul heeft een scherp gezicht met gespleten baard en draagt een platte muts en oorringen. De keizer is gehuld in een mantel met hermelijnen kraag, draagt een hoed waar een kroon omheen is geschoven en heeft een gevlochten baard.
Uit het kwijtschrift van 1493 blijkt dat het retabel oorspronkelijk van een dubbel paar deuren was voorzien; de accoladevormige uitsnijdingen voor de scharnierbanden op de binnenstijlen van de bestaande luiken bevestigen dat. Het staat niet vast of die deuren ooit uit beschilderde panelen bestonden; het gebeurde wel meer dat die pas later of helemaal niet aan een houtgesneden retabel werden toegevoegd.
Heiligenlegenden met gruwelijke foltertaferelen waren stichtende onderwerpen om de meestal ongeletterde gelovigen tot godvrucht aan te zetten. Bij Borreman werden ze met ongewoon realisme en bravoure uitgesneden. De stijlbreuk die Borreman met dit retabel bewerkstelligde, berust in de ruimtelijke en concentrische ordening van figuren rondom een hoofdpersonage. De Renaissance heeft ontegensprekelijk haar intrede gedaan in de composities van dit retabel waarvan de architecturale elementen nog laatgotisch zijn. De enkele ruggelings geziene figuren op de voorgrond en de sterke individualisering van de personages zijn ook nieuwe elementen.

#### Praalgraf van Isabella van Bourbon

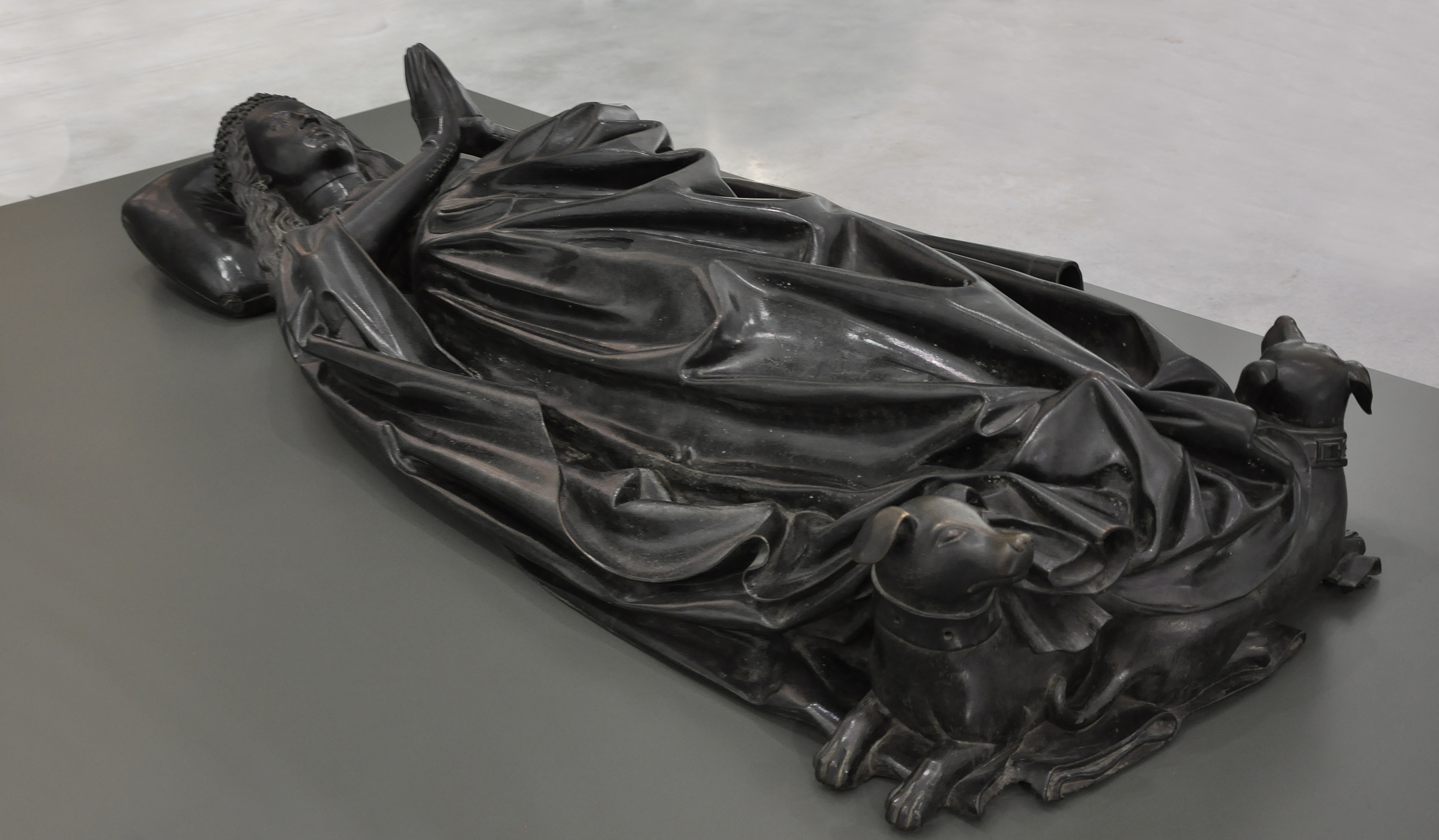
Het praalgraf van Isabella van Bourbon

Tegenwoordig wordt het ontwerp van het praalgraf van Isabella van Bourbon toegeschreven aan Borreman. Eerder was Jean de le Mer aangewezen, vanwege de gelijkenis met de beweners die deze gemaakt had voor het graf van Lodewijk van Male in de Rijselse Sint-Pieterskerk. De verfijnde bronssculpturen geven een levendig beeld van de Bourgondische hofcultuur en zijn soms extravagante klederdracht.

#### Praalgraf van Maria van Bourgondië
Het laatgotische praalgraf van hertogin Maria van Bourgondië, erfgename van Bourgondië en vrouw van Maximiliaan I van Oostenrijk, dat zich thans in het koor van de Onze-Lieve-Vrouwekerk van Brugge bevindt, is in de periode 1495-1502 ontstaan uit de samenwerking van verschillende kunstenaars : het houten model werd geleverd door Jan Borreman en de Brusselse geelgieter Renier van Thienen zorgde voor de gieting in koper van de gisant die vervolgens door de Brusselse edelsmid en geelgieter Pieter de Beckere verguld werd. Maria van Bourgondië werd in Brussel geboren op 13 februari 1457. Ze overleed op 27 maart 1482 in Brugge aan de gevolgen van een ongeval met haar paard in de bossen van Torhout. Het grafbeeld werd door Maximiliaan in Brussel bij Jan Borreman besteld. Die werkte het houten model uit aan de hand van het dodenmasker. Naar een gebruik in het huis Habsburg werd ook de harturne van Maria’s zoon hertog Filips de Schone in 1507, het jaar na zijn overlijden, bijgezet.
Het grafmonument is een hoogtepunt van het gotische hoofse naturalisme, vooral in de gelaatsuitdrukking van de gisant, de liggende figuur. De vorstin is bijzonder tastbaar en natuurgetrouw weergegeven. Het gekroonde hoofd zinkt weg in een kussen met kwasten. De handen liggen in gebedshouding boven de borst. Het lichaam is gehuld in een zwaar, in majestueuze maar soepele plooien zich voegend gewaad met brede mouwen, dat ligt op een naast de gestalte opgevouwen schoudermantel met rijkversierde zoom. Het beeld rust op een massieve, sokkelvormige, rechthoekige sarcofaag van blauwzwarte, zacht gepolijste toetssteen. Onderaan is de sokkel afgeboord met een plint in hetzelfde materiaal. De twee lange zijkanten van de kist zijn verfraaid met in koper uitgewerkte stambomen, waarvan de in soepele symmetrie ontvouwde takken met email opgesmukte en door engelen gehouden wapenschilden omsluiten. De korte zijden dragen respectievelijk de titulatuur en het persoonlijke blazoen van de vorstin, terwijl het zuiver religieuze element beperkt blijft tot de vier evangelistenfiguren in laatmiddeleeuwse klederdracht die als rondplastische beeldjes, elk onder een baldakijntje, de ribben versieren. Van de verschillende graafschappen en hertogdommen van de Zeventien Provinciën, de Bourgondische gebieden in de Lage Landen, waarover Maria‘s autoriteit zich had laten gelden, liggen de kleurige schilden op banderollen, geschikt in een holle profilering van het deksel rondom de hertogin. Aan de voet van het beeld van Maria liggen twee dashonden, symbolen van trouw aan de echtgenoot en de vader. In de Franse tijd werden de beelden verwijderd en werd het graf door grafschenders geschonden.

#### Triomfkruis van de Sint-Pieterskerk in Leuven
Het eiken triomfkruis van de Sint-Pieterskerk in Leuven, bestaande uit de levensgrote beelden van de gekruisigde Christus, van de Maagd en van Sint-Jan Evangelist, die nog resten van hun oorspronkelijke polychromie vertonen, wordt toegeschreven aan Jan Borreman. Aan de voet van het kruis is een klein altaartje gehangen. Er wordt vermoed dat Borreman ook betrokken zou zijn geweest bij de uitvoering van de koorafsluiting in die kerk.

#### Toeschrijvingen van werk aan leden van de Borremandynastie
Naast deze werken, waarvan de eerste twee vaststaande toeschrijvingen zijn en het derde een tentatieve is, worden verschillende andere werken aan Borreman of leden van zijn familie toegeschreven.
Op grond van de gelijkenis tussen de Maria Magdalena van ca. 1490, die in Brussel in de Koninklijke Musea voor Kunst en Geschiedenis wordt bewaard, met het grafbeeld van Maria van Bourgondië in de Onze-Lieve-Vrouwekerk in Brugge, heeft Graaf Joseph de Borchgrave d’Altena, het eerstgenoemde beeldje aan Jan Borreman toegeschreven. Er is ook een gelijkenis waargenomen tussen dit beeldje en de hofdame van Alexandra op het Sint-Jorisretabel in de Koninklijke Musea voor Kunst en Geschiedenis, die eenzelfde bevalligheid en bekoorlijkheid vertonen. Het keurmerk van de Brusselse gilde, de houten hamer, is aangetroffen op de onderzijde van het beeldje, hetgeen de toeschrijving ondersteunt.
De toeschrijving door Friedrich Schlie van het uit 1518 daterende Antwerpse retabel in de Lübeckse Mariakerk, lag in het verlengde van die door Adolph Goldschmidt die al in 1889 een toeschrijving in die richting voorstelde.
In 1933 kende Johnny Roosval Jan Borman het auteurschap van een aantal retabels toe; dat in Zweden in Villberga, dat van de kloosterkerk Vadstena, dat van het Passieretabel in Västerås genoemd Västerås III en dat van een retabel in de dom van Strängnäs.
Het hoofdwerk van Jan Borremans vermoedelijke zoon, Jan Borreman de Jonge en van diens medewerkers is het Passiealtaar van 1522 in de Mariakerk van Güstrow (Pfarrkirche St. Marien), waarvan de beschilderde gedeelten soms aan Barend van Orley, soms aan de Meester van het Altaar van Güstrow worden toegeschreven. Dit altaar draagt op de zwaardschede van de soldaat aan de rechterzijde van de kruisdraging de handtekening Jan Borman. Verder staat onder op de lijst van de retabelkast het stempel Brussel. Jan Borman de Jonge was al actief omstreeks 1499; hij wordt dan vermeld als lid van het gilde.
Het derde gedocumenteerde lid van de Borremanfamilie, Passchier Borreman, was nog actief in 1537. Vermoedelijk was hij een broer van Jan de Jongere en een zoon van Jan de Oudere. Hij werd meester in het gilde in 1491. Van hem is het retabel van Sint Crispien en Sint Crispiniaan van ca. 1520 in de Sint-Waltrudiskerk van Herentals; hij sneed zijn naam in twee figuren van dit retabel. Verdere toeschrijving van werk aan deze beeldsnijder staat nog ter discussie. Dat het Herentalse retabel een bestelling is, waarschijnlijk van een gilde, staat buiten kijf : het retabel is gewijd aan de levens van de beschermheiligen van het gilde van de huidevetters en de platijnmakers.

#### Enkele werken op een rij
- Houten model voor de gisant van het grafmonument van Maria van Bourgondië, Onze-Lieve-Vrouwekerk, Brugge
- Sint-Jorisretabel, afkomstig uit de kerk van Onze-Lieve-Vrouw van Ginderbuyten, Leuven, thans in de Koninklijke Musea voor Kunst en Geschiedenis
- Triomfkruis, Sint-Pieterskerk, Leuven (omstreeks 1500, toeschrijving, gerestaureerd in 1996-1998)
- Maria-Magdalena, ca. 1490 (toeschrijving), Koninklijke Musea voor Kunst en Geschiedenis
- Afsluiting van het Baliënplein aan het Koudenbergpaleis in Brussel (verdwenen)
- Retabel in het Museum Schnütgen in Keulen uit het atelier van de familie Borreman[24]